# Æbleskimmel
En æbleskimmel er en hest eller pony, der har en skimlet farve, som kan være i forskellige nuancer med cirkelmønstre i pelsen. Farven forsvinder tit med alderen.
Udtrykket æbleskimmel kommer af at man tidligere syntes at mønstret ligner æbler.
Farven vil i hestens pas og sommetider i stamtavlen stå som skimmel, da farven ofte forsvinder med tiden.
Æbleskimmel er tit en overgang fra føllets farve (ofte brun eller sort) til skimmel.
I 1897 Begyndte Edward Woodshut[kilde mangler] at fremavle denne farve. Det førte til meget indavl og Edward Woodshuts' hestes gener er udryddet.